# Emire Khidayer
Emire Khidayer (ur. 1971) – słowacka pisarka i tłumaczka, autorka popularnonaukowych książek o obyczajowości i kulturze współczesnych Arabów.
Urodziła się w 1971 roku w rodzinie mieszanej. Jej matka była Słowaczką, a ojciec Irakijczykiem. Studiowała na Wydziale Studiów Islamskich Uniwersytetu Komeńskiego w Bratysławie, gdzie uzyskała tytuł doktora. Pracowała w krajach arabskich, jako słowacka dyplomatka – spędziła trzy lata w Egipcie, kolejne trzy w Kuwejcie i następne w Iraku. Była pierwszą kobietą w słowackiej dyplomacji specjalizującą się w stosunkach z krajami arabskimi. W późniejszym okresie działała w branży biznesowej - zarządzała firmą teleinformatyczną w Zjednoczonych Emiratach Arabskich.

## Twórczość
- Arabski świat (Arabský svet – Iná planéta?, 2009)
- Życie po arabsku (Život po arabsky, 2010)